# Cymodoce tuberculata
Cymodoce tuberculata är en kräftdjursart som beskrevs av Costa in Hope 1851. Cymodoce tuberculata ingår i släktet Cymodoce och familjen klotkräftor. Inga underarter finns listade i Catalogue of Life.